# スザンナ (ティントレット)
『スザンナと長老たち』（伊: Susanna e i vecchioni, 英: Susanna and the Elders）あるいは単に『スザンナ』（伊: Susanna）は、イタリアのルネサンス期のヴェネツィア派の巨匠ティントレットが1580年頃に制作した絵画である。油彩。主題は『旧約聖書』の「ダニエル書」で語られている貞淑なスザンナの物語から取られている。ティントレットの晩年の作品で、おそらくヴェネツィアの上院議員ロレンツォ・デルフィーノ（Lorenzo Delfino）の発注で製作された。一般的に画家の真筆画と考えられているが、ティントレットの工房ないし画家の息子ドメニコ・ティントレットの作品とする意見もある。現在はワシントンD.C.のワシントン・ナショナル・ギャラリーに所蔵されている。

## 作品
スザンナは画面の中央に色白の肌を持つほとんど全裸の若い女性として描かれている。画面左では召使の女がスザンナに向けて丸い銀器を差し出している。彼女も白い肌を持ち、どちらも赤褐色の髪を真珠のアクセサリーを織り込みながら後ろで束ねている。スザンナは半分腰を下ろし、左手で身体を支えながら、鑑賞者の側に向けた身体をわずかにひねっているが、頭は画面左の召使の方に向け、彼女が差し出した銀器を影のある黒い瞳で見つめながら、右手を伸ばしている。右足の爪先を水際に置き、伸ばした左足を泉の水に浸している。スザンナはまっすぐな鼻を持ち、ルビーレッドのふっくらとした唇を閉じている。スザンナの胸は小さく、金髪の巻き毛はイヤリングの輝きをはらみながらスザンナの顔を縁取り、肩の上に落ちている。両手首にはブロンズ色のブレスレットをつけ、左の肩にかけた赤い布はスザンナが座った場所を覆い、透明感のある白い布が、腰の周りから太股のあたりを覆っている。召使の女は上半身のみ描かれており、主人であるスザンナに対して身を屈め、鑑賞者に対して背を向けながら、頭部、肩、腕だけが見えるように画面左端から絵画の中に身を乗り出している。2人の女性の間に赤レンガ色の布が掛けられている。スザンナの背後の空間はピンクの花をつけたバラの暗い茂みが配置され、画面左の遠景ではブドウの木で覆われたアーチ状のトレリスの下に明るい色のローブとフードを身に着けた2人の長老が立っている。
美術史美術館に所蔵されている、ティントレットが30代の頃に制作した『スザンナと長老たち』は、輝くような裸婦と、刺激的な背景、絵画空間の複雑な遊び、機知に富んだ異なる見方の並置のために、ティントレットの傑作の1つに数えられている。それに対して本作品は裸婦像に焦点を当てたシンプルなコンセプトの作品であり、背景の長老たちの大雑把な人物像はスザンナの物語を仄めかしているが、美術史美術館のバージョンのような洗練された知的内容を含んでいない。
この点について示唆を与えるのは17世紀の画家・伝記作家カルロ・リドルフィである。リドルフィによると、ヴェネツィアの上院議員ロレンツォ・デルフィーノ（Lorenzo Delfino）は『旧約聖書』の物語に主題を採った扉の上に設置するための6点の絵画をティントレットに発注しており、その中に「庭にいるスザンナと、遠くのパーゴラから現れる2人の老人」を描いた絵画があった。本作品の特徴はこの説明と一致している。特に本作品がやや低品質である理由は、それ自体を鑑賞するために制作されたのではなく、室内装飾を形成する連作の一部として制作されたことを示唆している。

## 帰属
本作品は美術史家バーナード・ベレンソン（1957年）、ロドルフォ・パルッキーニ（1971年, 1982年）、パオラ・ロッシ（Paolo Rossi, 1982年）などがティントレットの真筆画と認めており、ロベルト・ロンギ、ライモント・ファン・マール（Raimond van Marle）、フレデリック・メイソン・パーキンス、ジュゼッペ・フィオッコ、ヴィルヘルム・スイダ、アドルフォ・ベントゥーリといった多くの学者が高く評価している。その一方でこれに反対する研究者も少数見られ、ハンス・ティーツェとエリカ・ティーツェ・コンラートは、本作品はぎこちなく制作され、構図に活気が欠け、物語は劇的ではないとし、ティントレットの模倣者に帰した。ファーン・ラスク・シャプリー（Fern Rusk Shapley）は1973年にティントレットの工房作としたのち、1979年にティントレットが関与したと考えた。ロバート・エコールズ（Robert Echols）とフレデリック・イルチマン（Frederick Ilchman）は画家の息子ドメニコ・ティントレットによる1580年代の工房作と考えている（2007年）。
裸体像は1570年代と1580年代のティントレットの工房作として識別できる他の絵画、たとえばドレスデンのアルテ・マイスター絵画館の『コンサート』（Concerto）、ウフィツィ美術館の2つの『レダと白鳥』（Leda e il cigno）、およびブダペスト国立西洋美術館の『オンパレのベッドからパンを追い出すヘラクレス』（Ercole Espellendo il fauno da Omphale's Base）と比較できるが、これらの裸体像はティントレット自身によるシカゴ美術館の『タルクィニウスとルクレティア』（Tarquinio e Lucrezia）、ロンドン・ナショナル・ギャラリーの『天の川の起源』（Origine della Via Lattea）などの作品と区別できる。これらのティントレットの絵画はいずれも人物像の基礎に解剖学と力学、より変化に富み、力強い、説得力のある構図の感覚を示している。
シャプリーは背景の長老たちの簡略化された表現について、1548年の『奴隷を解放する聖マルコ』（San Marco libera uno schiavo）などのティントレットの作品の同様に大ざっぱな人物と類似していることを指摘したが、ロバート・エコールズはティントレットの熟練した技術を欠いていることを指摘している。召使の女はほとんど後からの思いつきで描き加えたように見え、構図のバランスを崩している。また彼女の顔のタイプは『オンパレのベッドからパンを追い出すヘラクレス』など、ドメニコと関連づけることができる絵画にしばしば登場するものと一致している。これらの点からエコールズは絵画が父親の工房で働いていたドメニコに帰することができるとしている。

## 来歴
絵画はヴェネツィアの上院議員ロレンツォ・デルフィーノのために制作されたと考えられているが、その後の来歴の多くは不明である。絵画が次に現れたとき、イギリスのミドルセックス州サドベリー・ヒルの好古家・本の収集家ジョージ・オークリー・フィッシャー（George Oakley Fisher）のコレクションとしてエグルモント・ハウス（Egremont House）にあり、その後フィレンツェの政治家・美術コレクターのアレッサンドロ・コンティーニ＝ボナコッシ伯爵の手に渡った。1936年6月にニューヨークのサミュエル・H・クレス財団（Samuel H. Kress Foundation）に売却され、1939年にナショナル・ギャラリーに寄贈された。

## ギャラリー
スザンナを主題とするティントレットの代表的な作例には以下のような作品が知られている。

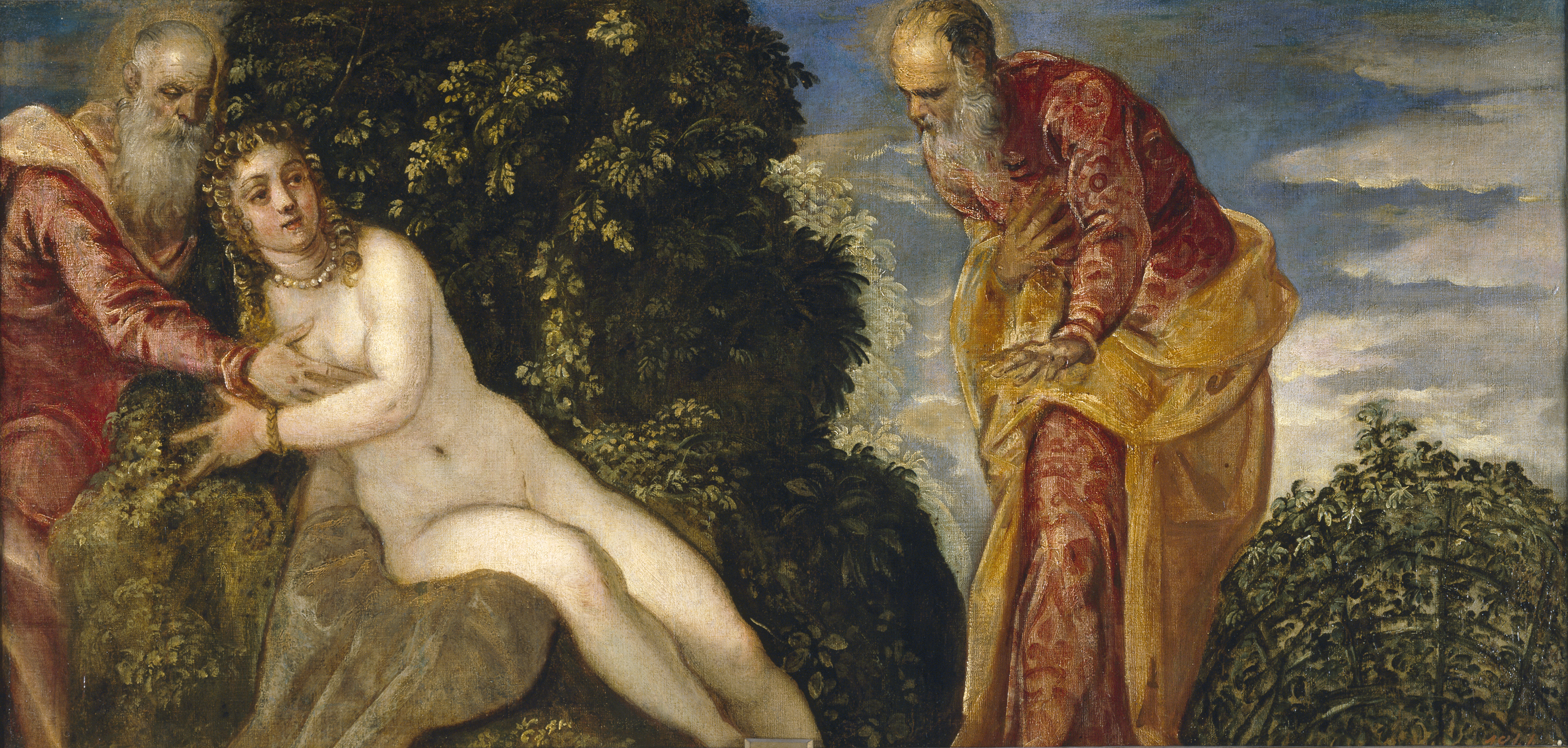
『スザンナと長老たち』1552年-1555年頃　プラド美術館所蔵
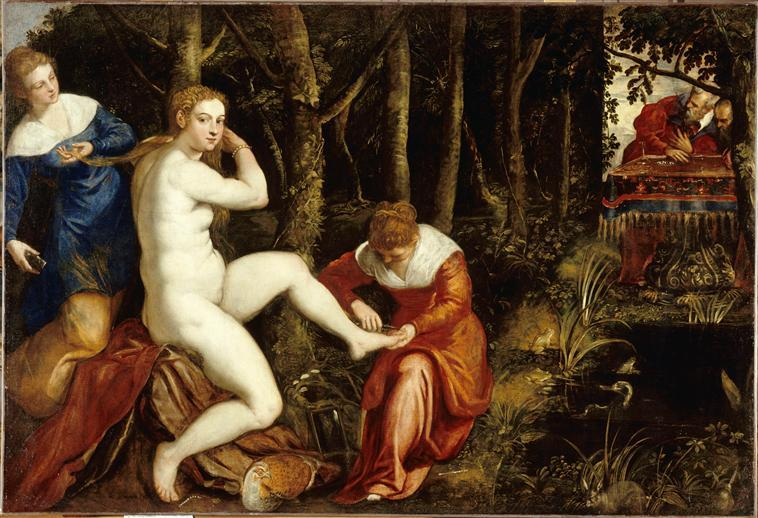
『水浴のスザンナ』1555年頃　ルーヴル美術館所蔵
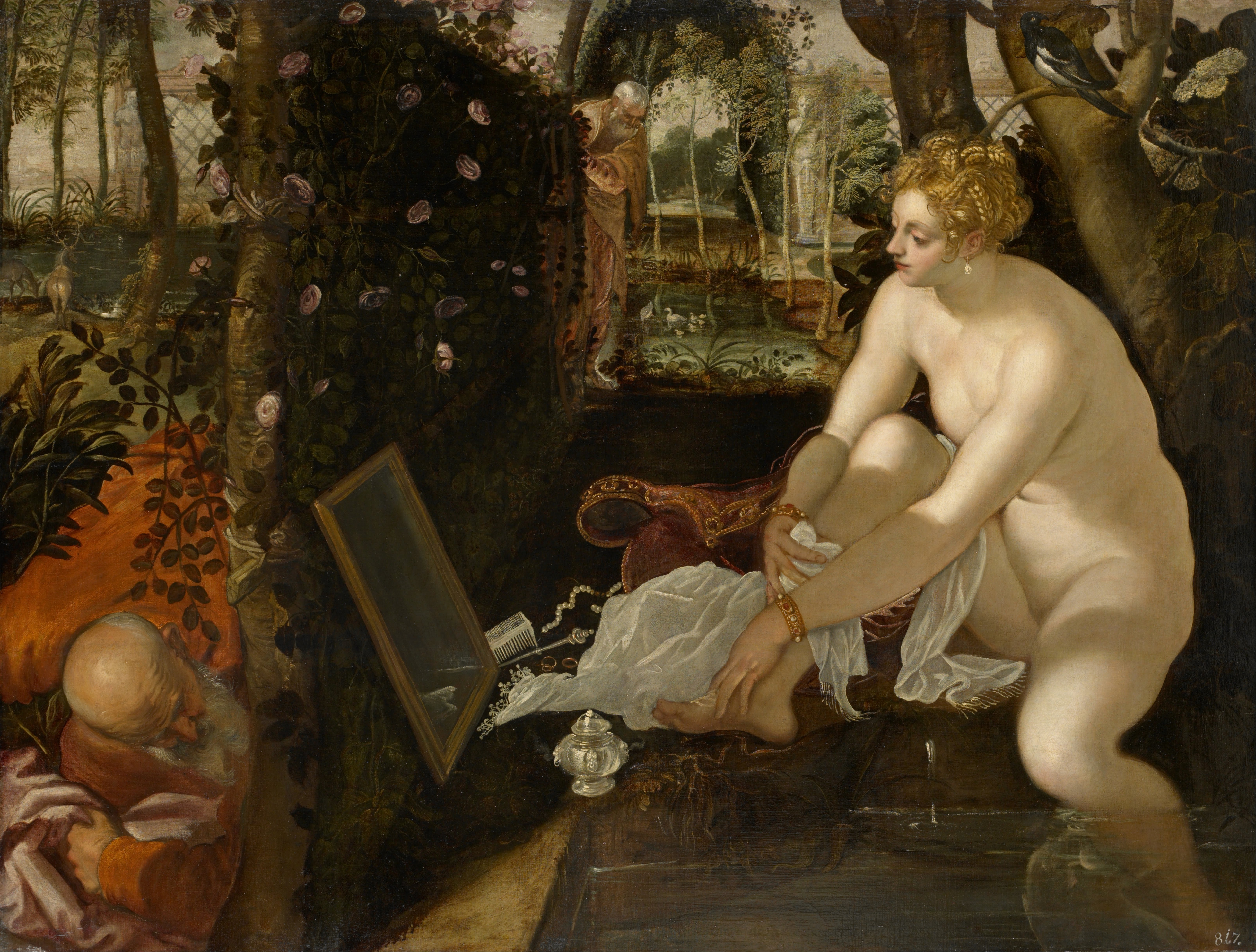
『スザンナと長老たち』1555年-1556年 美術史美術館所蔵